# Pandora Hearts
Pandora Hearts (jap. パンドラハーツ Pandora Hātsu) – shōnen-manga stworzona przez Jun Mochizuki. Od czerwca 2006 roku seria jest publikowana w magazynie Gekkan GFantasy. Na podstawie mangi wyprodukowano 25-odcinkowe anime, które stworzyło studio Xebec.

## Opis fabuły
Oz Vessalius, dziedzic książęcego rodu, kończy 15 lat. Podczas ceremonii osiągnięcia pełnoletniości dochodzi do niespodziewanego wypadku. Oz zostaje wtrącony do Otchłani (ang. Abyss), gdzie spotyka tajemniczą dziewczynę, wcześniej już spotkaną we śnie. Dziewczyna okazuje się być jednym z najsilniejszych Łańcuchów (ang. Chain) zamieszkujących Otchłań i proponuje bohaterowi kontrakt, który daje możliwość wydostania się z Otchłani.

## Bohaterowie

### Główne postaci
Oz Vessalius (jap. オズ＝ベザリウス Ozu Bezariusu)
Seiyū: Junko Minagawa 
Główny bohater, 15-letni blondyn o zielonych oczach z cenionego rodu Vessalius. Jego ojciec jest obecnie panującym władcą. Jego matka została zabita przez ród Nightray, ale mimo to zachował optymistyczną osobowość. Historia rozpoczyna się w momencie piętnastych urodzin chłopca. Podczas ceremonii osiągnięcia pełnoletniości Oz zostaje wciągnięty w Otchłań, ponieważ jego istnienie jest grzechem. Tam spotyka Łańcuch o imieniu Alice i zawiera z nią kontrakt. Po powrocie do realnego świata dowiaduje się, że minęło 10 lat. Zamiast starać się pojąć, jakie znaczenie miał jego grzech, Oz rozpoczyna pracę u Breaka jako część Pandory.
B-Rabbit (jap. 血染めの黒ウサギ (ビーラビット) Chizome no kuro usagi (Bī-Rabitto))
Seiyū: Ayako Kawasumi (anime), Yukari Tamura (Drama CD) 
Najsilniejszy Łańcuch w Otchłani, znany również jako Alice. Zawarła kontrakt z Oz. 'B' z wyglądu przypomina ogromnego królika o czerwonych źrenicach, czarnym futrze, z kłami i trzymającego wielką kosę. Kiedy akurat nie walczy, przybiera formę brązowowłosej dziewczyny w czerwonym płaszczu, krótkiej spódniczce i białych butach. Potrafi być agresywna, lubi rządzić. Wiecznie kłóci się z Gilbertem i nie okazuje zbytniej sympatii Breakowi. Mimo porywczych cech charakteru, czasem potrafi być spokojna. Jej głównym celem jest znalezienie swoich zaginionych wspomnień. Kiedy była w Otchłani, czuła się samotna. Pomimo tego, że nazywa Oza swoim sługą, jest on jej przyjacielem. Później opuszcza Otchłań razem z Ozem, który staje się jej nielegalnym kontrahentem. Kiedyś miała kota, Cheshire'a, którego zabił Vincent. Ma bliźniaczkę, Intencję Otchłani. Obie lubią Jacka Vessaliusa. Uwielbia jeść, szczególnie mięso. Tak jak inni bohaterowie, jest wzorowana na postaci z Alicji w Krainie Czarów.

## Manga
| Nr | Język japoński | Język japoński | Język polski                                                 | Język polski                                                 |
| Nr | Data wydania | ISBN | Data wydania                                                 | ISBN                                                         |
| --- | --- | --- | ------------------------------------------------------------ | ------------------------------------------------------------ |
| 1 | 27 października 2006 | ISBN 978-4-7575-1808-7 | 20 października 2012                                         | ISBN 978-83-62866-87-8                                       |
| Lista rozdziałów 1. Retrace: I "Innocent Calm" - Nieskalany Spokój 2. Retrace: II "Tempest of Conviction" - Burza Wyroku 3. Retrace: III "Prisoner&Alichino" - Zagubiony Chłopiec i Czarny Królik 4. Retrace: IV "Rendezvous" - Miejsce Skąpane w Świetle Poranka                        | | |                                                              |                                                              |
| 2 | 27 marca 2007 | ISBN 978-4-7575-1979-4 | 20 grudnia 2012                                              | ISBN 978-83-62866-88-5                                       |
| Lista rozdziałów 1. Retrace: V "Clockwise Doom" - Fatum Tykającego Zegara 2. Retrace: VI "Where am I ?" - Sprzeczne Miejsce Istnienia 3. Retrace: VII "Reunion" - Ponowne Spotkanie 4. Retrace: VIII "Whisperer" - Krzyk z Głębi Otchłani 5. Retrace: IX "Question" - Pytanie Pustelnika | | |                                                              |                                                              |
| 3 | 27 lipca 2007 | ISBN 978-4-7575-2062-2 | 1 lutego 2013                                                | ISBN 978-83-62866-86-1                                       |
| Lista rozdziałów 1. Retrace: X "Malediction" - Anatema 2. Retrace: XI "Grim" - Nakładające Się Cienie 3. Retrace: XII "Where am I ?" - Dźwięk Spadających Kropel 4. Retrace: XIII "A Lost Raven" - Zagubiony Kruk                                                                        | | |                                                              |                                                              |
| 4 | 27 grudnia 2007 | ISBN 978-4-7575-2193-3 | 1 kwietnia 2013                                              | ISBN 978-83-62866-90-8                                       |
| Lista rozdziałów 1. Retrace: XIV "Lop Ear" 2. Retrace: XV "Welcome to labyrinth" 3. Retrace: XVI "Keeper of the secret" 4. Retrace: XVII "Odds and Ends" 5. Retrace: XVIII "Hollow eye socket"                                                                                           | | |                                                              |                                                              |
| 5 | 26 kwietnia 2008 | ISBN 978-4-7575-2272-5 | 1 czerwca 2013                                               | ISBN 978-83-62866-91-5                                       |
| Lista rozdziałów 1. Retrace: XIX "Detestably" - Świat Skąpany w Czerwieni 2. Retrace: XX "Who killed poor Alice?" - Do Kogo Zwrócone Są Te Słowa? 3. Retrace: XXI "Discord" - Dźwięk Rozpadu 4. Retrace: XXII "His name is..." - Bohater i Mały Chłopiec                                 | | |                                                              |                                                              |
| 6 | 27 sierpnia 2008 | ISBN 978-4-7575-2367-8 | 1 sierpnia 2013                                              | ISBN 978-83-62866-92-2                                       |
| Lista rozdziałów 1. Retrace: XXIII "Conflict" - Żart Głupca 2. Retrace: XXIV "Hello my sister !" - Melodia Tęsknoty 3. Retrace: XXV "Eliot&Reo" - O Śmierci Pewnego Sługi 4. Retrace: XXVI "The pool of Tears" - Kałuża Łez                                                              | | |                                                              |                                                              |
| 7 | 27 grudnia 2008 | ISBN 978-4-7575-2454-5 | 1 października 2013                                          | ISBN 978-83-62866-93-9                                       |
| Lista rozdziałów 1. Retrace: XXVII "Get out of the pool" - Pierwszy Krok 2. Retrace: XXVIII "Modulation" - Modulacja 3. Retrace: XXIX "Rufus Barma" - Dziwadło w Operze 4. Retrace: XXX "Snow White Chaos" - Śnieżnobiała Czerń                                                          | | |                                                              |                                                              |
| 8 | 27 marca 2009 | ISBN 978-4-7575-2526-9 | 1 grudnia 2013                                               | ISBN 978-83-62866-94-6                                       |
| Lista rozdziałów 1. Retrace: XXXI "Countervalue of loss" - Równowartość Straty 2. Retrace: XXXII "Snow dome" - Szkarłat Nikczemnego Występku 3. Retrace: XXXIII "Echo of Noise" - Mocne Objęcia Błękitu                                                                                  | Lista rozdziałów 1. Retrace: XXXI "Countervalue of loss" - Równowartość Straty 2. Retrace: XXXII "Snow dome" - Szkarłat Nikczemnego Występku 3. Retrace: XXXIII "Echo of Noise" - Mocne Objęcia Błękitu | Lista rozdziałów 1. Retrace: XXXI "Countervalue of loss" - Równowartość Straty 2. Retrace: XXXII "Snow dome" - Szkarłat Nikczemnego Występku 3. Retrace: XXXIII "Echo of Noise" - Mocne Objęcia Błękitu | "PandoraHearts one-shot" - Rozdział specjalny: PandoraHearts | "PandoraHearts one-shot" - Rozdział specjalny: PandoraHearts |
| 9 | 27 lipca 2009 | ISBN 978-4-7575-2631-0 | 1 lutego 2014                                                | ISBN 978-83-62866-86-1                                       |
| Lista rozdziałów 1. Retrace: XXXIV "Noise of Echo" - Klątwa Sznurka Marionetki 2. Retrace: XXXV "madness of lost memory" - Chwiejne kroki 3. Retrace: XXXVI "Sablier" - Miasto z Piasku 4. Retrace: XXXVII "Glen Baskerville" - Na Krańcu Melodii                                        | | |                                                              |                                                              |
| 10 | 27 listopada 2009 | ISBN 978-4-7575-2735-5 | 1 kwietnia 2014                                              | ISBN 978-83-62866-96-0                                       |
| Lista rozdziałów 1. Retrace: XXXVIII "Scapegoat" - Ramię, Którego Można Się Chwycić 2. Retrace: XXXIX "Gate of Blackness" - Zapraszając Mrok 3. Retrace: XL "Blidness" - Ból Ciszy 4. Retrace: XLI "Where am I?" - Nieruchoma Chmura Pyłu                                                | | |                                                              |                                                              |
| 11 | 27 marca 2010 | ISBN 978-4-7575-2833-8 | 1 czerwca 2014                                               | ISBN 978-83-62866-97-7                                       |
| Lista rozdziałów 1. Retrace: XLII "Stray" - Ujemne Dodawanie 2. Retrace: XLIII "Crown of Clown" - Niewidzialny Łańcuch 3. Retrace: XLIV "Dusty sky" - Za Ciemnymi Chmurami 4. Retrace: XLV "Queen of Hurts" - Łowca Głów                                                                 | | |                                                              |                                                              |
| 12 | 27 lipca 2010 | ISBN 978-4-7575-2947-2 | 1 sierpnia 2014                                              | ISBN 978-83-64508-42-4                                       |
| Lista rozdziałów 1. Retrace: XLVI "Persona" - Złoto Skrywające Się Za Maską 2. Retrace: XLVII "Unbirthday" - Nieurodziny 3. Retrace: XLVIII "Isla=Yura" - Wąż Z Odległej Krainy 4. Retrace: XLVIX "Night in gale" - Skąpany W Świetle Księżyca                                           | | |                                                              |                                                              |
| 13 | 27 listopada 2010 | ISBN 978-4-7575-3077-5 | 1 października 2014                                          | ISBN 978-83-64508-43-1                                       |
| 14 | 26 marca 2011 | ISBN 978-4-7575-3182-6 | 1 grudnia 2014                                               | ISBN 978-83-64508-44-8                                       |
| 15 | 27 lipca 2011 | ISBN 978-4-7575-3304-2 | 2 lutego 2015                                                | ISBN 978-83-64508-45-5                                       |
| 16 | 26 listopada 2011 | ISBN 978-4-7575-3356-1 | 1 kwietnia 2015                                              | ISBN 978-83-64508-46-2                                       |
| 17 | 27 marca 2012 | ISBN 978-4-7575-3358-5 | 1 czerwca 2015                                               | ISBN 978-83-64508-47-9                                       |
| 18 | 27 lipca 2012 | ISBN 978-4-7575-3682-1 | 1 sierpnia 2015                                              | ISBN 978-83-64508-48-6                                       |
| 19 | 27 listopada 2012 | ISBN 978-4-7575-3584-8 | 1 października 2015                                          | ISBN 978-83-64508-49-3                                       |
| 20 | 27 maja 2013 | ISBN 978-4-7575-3585-5 | 1 grudnia 2015                                               | ISBN 978-83-64508-50-9                                       |
| 21 | 27 listopada 2013 | ISBN 978-4-7575-4151-1 | 1 lutego 2016                                                | ISBN 978-83-65229-68-7                                       |
| 22 | 26 kwietnia 2014 | ISBN 978-4-7575-4197-9 | 1 kwietnia 2016                                              | ISBN 978-83-65229-69-4                                       |
| 23 | 27 czerwca 2015 | ISBN 978-4-7575-4528-1 | 1 czerwca 2016                                               | ISBN 978-83-65229-70-0                                       |
| 24 | 27 czerwca 2015 | ISBN 978-4-7575-4529-8 | 1 sierpnia 2016                                              | ISBN 978-83-65229-71-7                                       |

## Drama CD
21 grudnia 2007 ukazał się drama CD zatytułowany Pandora Hearts Drama CD.
Kolejny odcinek audio, napisany przez autorkę mangi, został dołączony do limitowanej wersji 16. tomu mangi, wydanego 26 listopada 2011 roku. W odcinku głosów użyczyli aktorzy głosowi znali z serii anime.

## Powieści
| Nr | Tytuł                           | Data wydania (język japoński) | ISBN (język japoński)  |
| -- | ------------------------------- | ----------------------------- | ---------------------- |
| 1  | PandoraHearts ～Caucus race 1～ | 26 marca 2011                 | ISBN 978-4-04-449901-3 |
| 2  | PandoraHearts ～Caucus race 2～ | 27 marca 2012                 | ISBN 978-4-7575-3545-9 |
| 3  | PandoraHearts ～Caucus race 3～ | 27 maja 2013                  | ISBN 978-4-04-449901-3 |

## Wyróżnienia
Ósmy wolumin mangi znalazł się na 21. miejscu listy Tohan pomiędzy 24 a 30 marca 2009 oraz na miejscu 19. pomiędzy 31 marca a 6 kwietnia 2009. Ponadto dziewiąty wolumin zajął pierwsze miejsce na tej samej liście w przedziale od 27 lipca do 2 sierpnia 2009. Wolumin sprzedał się w 119195 egzemplarzach.